# Micrurapteryx
Micrurapteryx is een geslacht van vlinders uit de familie mineermotten (Gracillariidae).
Het geslacht omvat volgende soorten:
- Micrurapteryx bidentata Noreika, 1992
- Micrurapteryx bistrigella (Rebel, 1940)
- Micrurapteryx fumosella Kuznetzov & Tristan, 1985
- Micrurapteryx gerasimovi Ermolaev, 1982
- Micrurapteryx gradatella (Herrich-Schäffer, 1855)
- Micrurapteryx kollariella (Zeller, 1839)
- Micrurapteryx parvula Amsel, 1935
- Micrurapteryx salicifoliella (Chambers, 1872)
- Micrurapteryx sophorella Kuznetzov, 1979
- Micrurapteryx sophorivora Kuznetzov & Tristan, 1985
- Micrurapteryx tibetiensis Bai & Li, 2013
- Micrurapteryx tortuosella Kuznetzov & Tristan, 1985